# Scepomycter
Scepomycter és un gènere d'ocells de la família dels cisticòlids (Cisticolidae).

## Taxonomia
Segons la Classificació del Congrés Ornitològic Internacional (versió 13.1, 2023) aquest gènere conté dues espècies: 
- Scepomycter winifredae - prínia de Winifred.
- Scepomycter rubehoensis - prínia dels monts Rubeho.